# Shadow.tech
Shadow.tech — платформа облачного гейминга, созданная французской компанией Blade (с недавнего времени принадлежит OVHcloud). Технология позволяет запускать игры удаленно на базе серверов с Windows 10. В отличие от других сервисов, таких как Google Stadia, Boosteroid, GeForce NOW или Amazon Luna, этот сервис не ограничен запуском игр. Shadow.tech предоставляет полноценную виртуальную машину.

## История
В 2015 году Эммануль Фройнд, Стефан Эллиотт и Ашер Каган-Крио запустили стартап под названием Blade, чтобы продвигать сервис облачного гейминга Shadow.
В начале 2016 года они собрали капитал в размере 3 миллиона евро, позже увеличив его до 10 миллионов, а в 2017 — до 51 миллиона с помощью инвесторов.
В 2019 году Blade привлекла дополнительные 30 миллионов евро инвестиций после новостей о том, что Google запускает свою облачную платформу под названием Stadia.
В октябре 2019 года сервис Shadow достиг отметки в 70 тысяч активных пользователей. В ноябре 20220 года этот показатель был увеличен до 100 тысяч пользователей.
В сентябре 2020 года Майк Фишер и Жан-Батист Кемпф заняли посты исполнительного и технического директоров компании соответственно.
В марте 2021 года представители Blade официально заявили о банкротстве в США и Европе. В мае 2021 стало известно, что после банкротства Blade выкупил Октав Клаба, генеральный директор OVHcloud. Не взирая на это, ранее он заявлял, что заинтересован не в облачном гейминге, а в разработке европейской альтернативы Office 365.